# Polygala capillaris
Polygala capillaris là một loài thực vật có hoa trong họ Polygalaceae. Loài này được E.Mey. ex Harv. miêu tả khoa học đầu tiên năm 1860.